# Centralwings
Centralwings var ett polskt lågprisflygbolag med säte i Warszawa med destinationer till/från olika orter i Polen. Efter stora förluster togs i september 2008 beslut att Centralwings omedelbart slutar flyga som lågprisflygbolag och istället helt fokuserar på charter. Biólaget upphörde 2009.